# 贾姆讷格尔
贾姆讷格尔（羅馬化：Jāmanagar）为印度古吉拉特邦西部港口城市，临阿拉伯海。贾姆讷格尔属于贾姆讷格尔县地方自治实体，建城于1920年代，由印度王公、著名板球手兰吉特辛吉所始建，建城之初称作纳瓦纳加尔（Nawanagar）。人口479,920（2011年）。